# Districtul Oued Rhiou
Oued Rhiou este un district din provincia Relizane, Algeria.